# Trichopilia
Trichopilia – rodzaj roślin z rodziny storczykowatych (Orchidaceae). Obejmuje 46 gatunków i 1 hybrydę. Występuje w Ameryce Środkowej i Ameryce Południowej w takich krajach jak: Belize, Boliwia, Brazylia, Kolumbia, Kostaryka, Kuba, Dominikana, Ekwador, Salwador, Gujana Francuska, Gwatemala, Gujana, Haiti, Honduras, Jamajka, Meksyk, Nikaragua, Panama, Peru, Surinam, Trynidad i Tobago, Wenezuela.

## Systematyka
Rodzaj sklasyfikowany do podplemienia Oncidiinae w plemieniu Cymbidieae, podrodzina epidendronowe (Epidendroideae), rodzina storczykowate (Orchidaceae), rząd szparagowce (Asparagales) w obrębie roślin jednoliściennych.
Wykaz gatunków
- Trichopilia aenigma Garay
- Trichopilia amabilis Dressler
- Trichopilia archilarum Chiron
- Trichopilia backhousiana Rchb.f.
- Trichopilia boliviensis Klikunas & Christenson
- Trichopilia brasiliensis Cogn.
- Trichopilia brevis Rolfe
- Trichopilia callichroma Rchb.f.
- Trichopilia concepcionis Kraenzl.
- Trichopilia dalstroemii Dodson
- Trichopilia endresiana Dressler & Pupulin
- Trichopilia eneidae Dressler
- Trichopilia fragrans (Lindl.) Rchb.f.
- Trichopilia freulerae Archila & Chiron
- Trichopilia galeottiana A.Rich.
- Trichopilia gracilis C.Schweinf.
- Trichopilia grata Rchb.f.
- Trichopilia hennisiana Kraenzl.
- Trichopilia juninensis C.Schweinf.
- Trichopilia kathleeniae Archila & Chiron
- Trichopilia laxa (Lindl.) Rchb.f.
- Trichopilia leucoxantha L.O.Williams
- Trichopilia maculata Rchb.f.
- Trichopilia marginata Henfr.
- Trichopilia mesoperuviensis Klikunas & Christenson
- Trichopilia mutica (Lindl.) Rchb.f. & Wullschl.
- Trichopilia occidentalis Christenson
- Trichopilia oicophyllax Rchb.f.
- Trichopilia olmosii Dressler
- Trichopilia orbiculabia Archila, Chiron & Szlach.
- Trichopilia peruviana Kraenzl.
- Trichopilia primulina Dressler & Bogarín
- Trichopilia punctata Rolfe
- Trichopilia punicea Dressler & Pupulin
- Trichopilia rostrata Rchb.f.
- Trichopilia sanguinolenta (Lindl.) Rchb.f.
- Trichopilia santoslimae Brade
- Trichopilia similis Dressler
- Trichopilia steinii Dodson
- Trichopilia suavis Lindl. & Paxton
- Trichopilia subulata (Sw.) Rchb.f.
- Trichopilia tortilis Lindl.
- Trichopilia tubella Dressler
- Trichopilia turialbae Rchb.f.
- Trichopilia undulatissima D.E.Benn. & Christenson
- Trichopilia wageneri (Rchb.f.) Rchb.f.

Wykaz hybryd
- Trichopilia × ramonensis García-Castro & Mora-Ret. ex C.O.Morales